# Hans-Otto Schmiedeberg
Hans-Otto Schmiedeberg (* 10. Juli 1959 in Boltenhagen) ist ein deutscher Politiker. Er war vom 10. November 1994 bis zum 26. Oktober 1998 für eine Wahlperiode Mitglied des Deutschen Bundestages und wurde für die Christlich Demokratische Union Deutschlands (CDU) über ein Direktmandat in Mecklenburg-Vorpommern gewählt.

## Leben
Schmiedeberg besuchte die polytechnische Schule und machte im Anschluss eine Ausbildung als Matrose. Nach deren Ende ging er nach Rostock, um dort zu studieren. Als Konstrukteur wurde er Abteilungsleiter einer Schiffswerft in Wismar. Schmiedeberg trat 1990 der Gemeindevertretung von Boltenhagen bei und drei Jahre später der CDU. Bei der darauffolgenden Bundestagswahl 1994 wurde Schmiedeberg im Wahlkreis Wismar – Gadebusch – Grevesmühlen – Doberan – Bützow in den Deutschen Bundestag gewählt. Als ordentliches Mitglied des Ausschusses für Bildung, Wissenschaft, Forschung und Technologie war er vier Jahre lang Bundestagsabgeordneter.